# El Jícaro, Nicaragua
El Jícaro är en kommun (municipio) i Nicaragua med 30 449 invånare. Den ligger i den bergiga norra delen av landet i departementet Nueva Segovia. El Jícaro är känd för sina varmvattenkällor.

## Geografi
El Jícaro gränsar till kommunerna Jalapa i norr, Murra i öster, Quilalí, San Juan del Río Coco och Telpaneca i söder samt Ciudad Antigua och San Fernando i väster.
Största orten i kommunen är centralorten El Jícaro (Ciudad Sandino) med 5 076 invånare (2005). Övriga större orter (comarcas) är San Pedro de Susucayan med 2 103 invånare, Valle de Muyuca (942), El Natoso (831), El Varillal (752), El Arado (684), Guanacastillo (677), Siapalí (645), Jumuyca (629), El Terrero Sur (565) och San Diego (552).

## Historia
El Jícaro är ett gammalt samhälle som 1750 hade 587 invånare.

## Näringsliv
El Jícaro är en jordbruksbygd. De viktigaste grödorna som odlas är majs, bönor, kaffe, sockerrör, tomater och vitkål. Det fanns tidigare två gruvor i kommunen, i San Albino och El Golfo.

## Religion
Kommunen firar sin festdag den 2 februari till minne av Vår Fru av Candelaria.